# Rhinogobius giurinus
Rhinogobius giurinus és una espècie de peix de la família dels gòbids i de l'ordre dels perciformes.

## Morfologia
- Els mascles poden assolir 8 cm de longitud total.[3][4]

## Depredadors
Al Japó és depredat per la perca americana (Micropterus salmoides).

## Hàbitat
És un peix de clima subtropical i demersal.

## Distribució geogràfica
Es troba a Àsia: la Xina, Corea, Taiwan, el Japó i el Vietnam.

## Observacions
És inofensiu per als humans.